# Lothar Meggendorfer
Lothar Meggendorfer, né le 6 novembre 1847 à Munich et mort le 7 juillet 1925 dans la même ville, est un illustrateur allemand.

## Biographie
Il étudie le dessin à l'académie de peinture de Munich où il est admis en 1862.
Ses premiers dessins sont publiés en 1866 dans le journal satirique Fliegende Blätter puis, à partir de 1868, dans le Münchener Bilderbogen. En 1888, il publie son propre périodique, le Meggendorfer Blätter, l'un des ancêtres de la bande dessinée allemande, où travaillent des artistes comme Koloman Moser, Josef Mukarovsky (1851-1921), Otto Bromberger (1862-1943) et Victor Schramm (1865-1929). Le journal, qu'il quitte en 1905, paraît jusqu'en 1944.
Christophe s'inspirera plus que de raison des aventures de lutins créés par Meggendorfer pour ses propres Plick et Plock.
Il relate aussi, en plusieurs planches coloriées dans le style des images d'Épinal, les aventures du Guignol bavarois, le Munchener Kasperle.
Il est surtout célèbre pour ses créations de livres à système ou livres animés auxquels il apporte un soin particulier. C'est en 1878 qu'il crée son premier livre, Lebende Bilder (Images animées), comme cadeau de Noël pour son fils Adolf. Il est reconnu pour son habileté à créer des mouvements réalistes en concevant un mécanisme complexe constitué de pièces articulées – jusqu'à six – bougeant en même temps. D'autres, se présentant comme de simples livres, laissent, une fois dépliés, apparaître un panorama en plusieurs dimensions (Le Cirque). Certains, enfin, permettent de découvrir un nouveau décor en tournant un disque grâce à une tirette.
Ses livres, près de deux cents, connaîtront un succès mondial et seront publiés en France, Grande-Bretagne, Italie et même aux États-Unis.

## Postérité
Le prix Meggendorfer a été créé en 1998 pour récompenser le meilleur livre animé  par The Movable Book Society, elle même créée en 1993. Il est attribué tous les deux ans à l'occasion de la réunion de l'association. Il a été attribué à Robert Sabuda en 1998, 2000 et 2002, en 2006 à David A. Carter, et en 2010 à Marion Bataille.

## Livres
- 1536 Grimaces. Album à Transformations Comiques, Paris, Nouvelle librairie de la jeunesse - Louis Westhausser, vers 1898.
- Le Cirque en relief, 1887, réédité par Albin Michel jeunesse, 1996.
- Le Cirque des animaux savants, Albin Michel jeunesse, 1997.
- Le Grand Théâtre des automates.
- La Promenade au parc, réédition Nathan, 1980.
- Les Héritiers de Monsieur Babylas des Entrechats ancien professeur de danse : révérences, ronds de jambe, grâces et maintien de son altesse sérénissime le grand duc de Strifstroufstrafsberg : portraits authentiques et animés, Capendu, 1890.
- Les Changements amusants pour nos bébés, Nouvelle librairie de la jeunesse, 1900.
- Buffalo Bill, le grand show, Albin Michel, 1997.
- Voyages et aventures extraordinaires de Mr. Raphaël de Rubensmouche, l'illustre artiste, et de Nicodème Pifenbraise, son fidèle rapin, Paris, Nouvelle librairie de la jeunesse, 1899.
- Le Grand voyage du petit peintre et de son fidèle domestique, réédition Nathan.

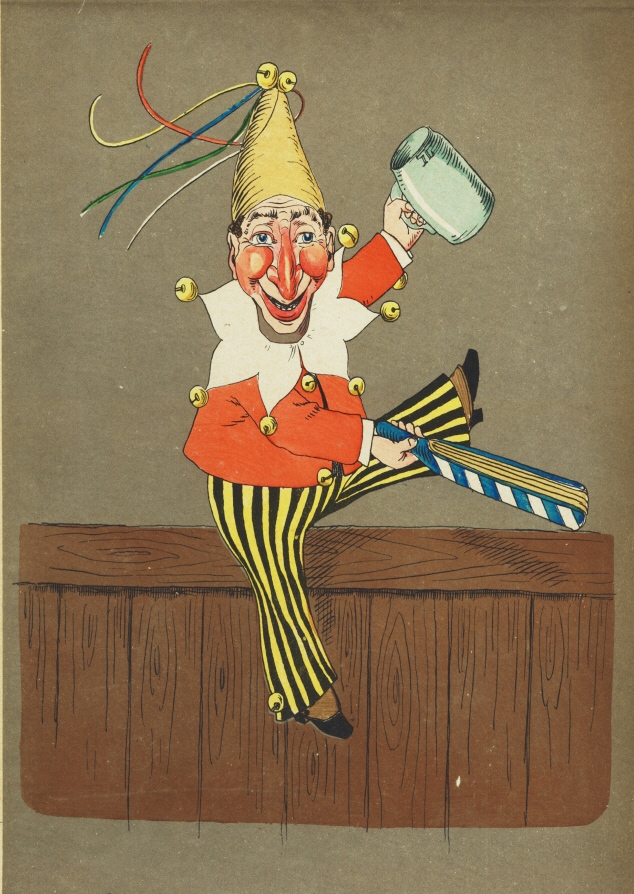
Kasperl
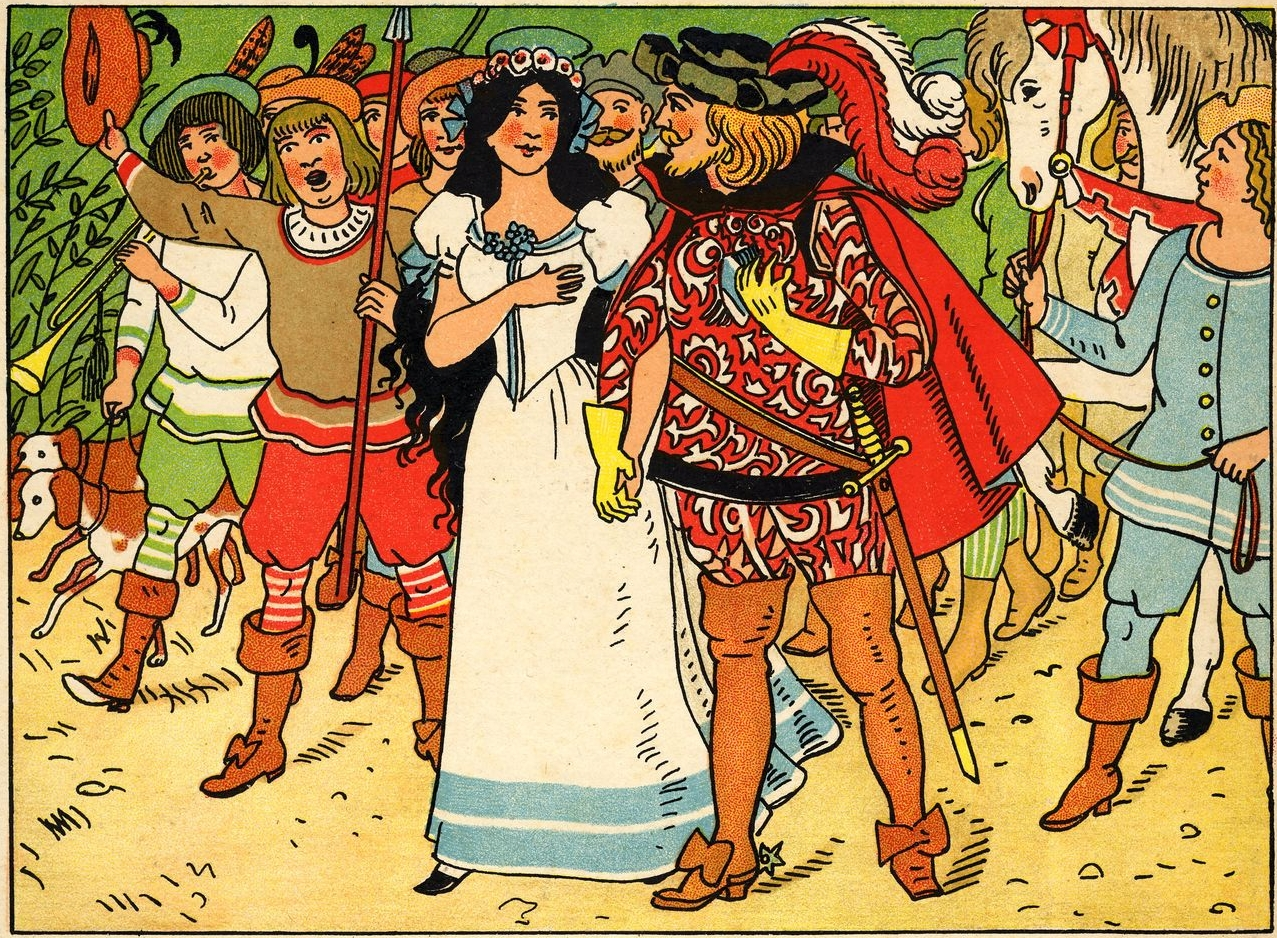
Blanche-Neige
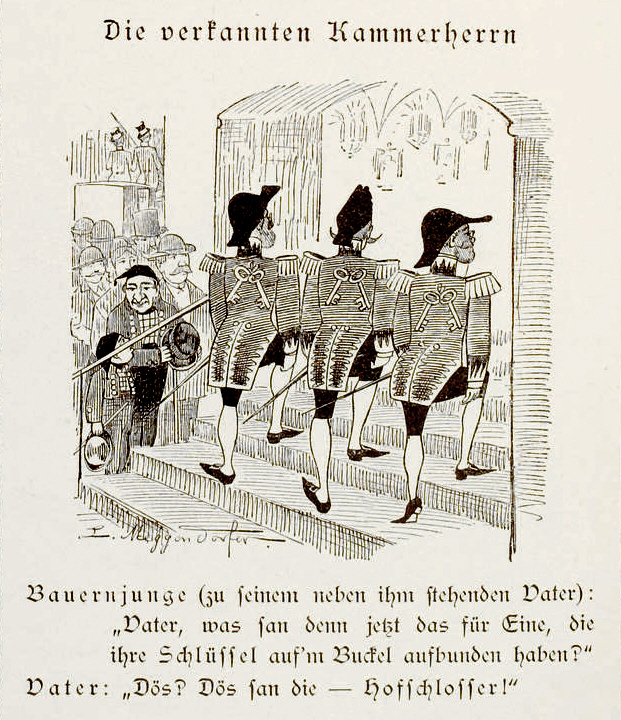
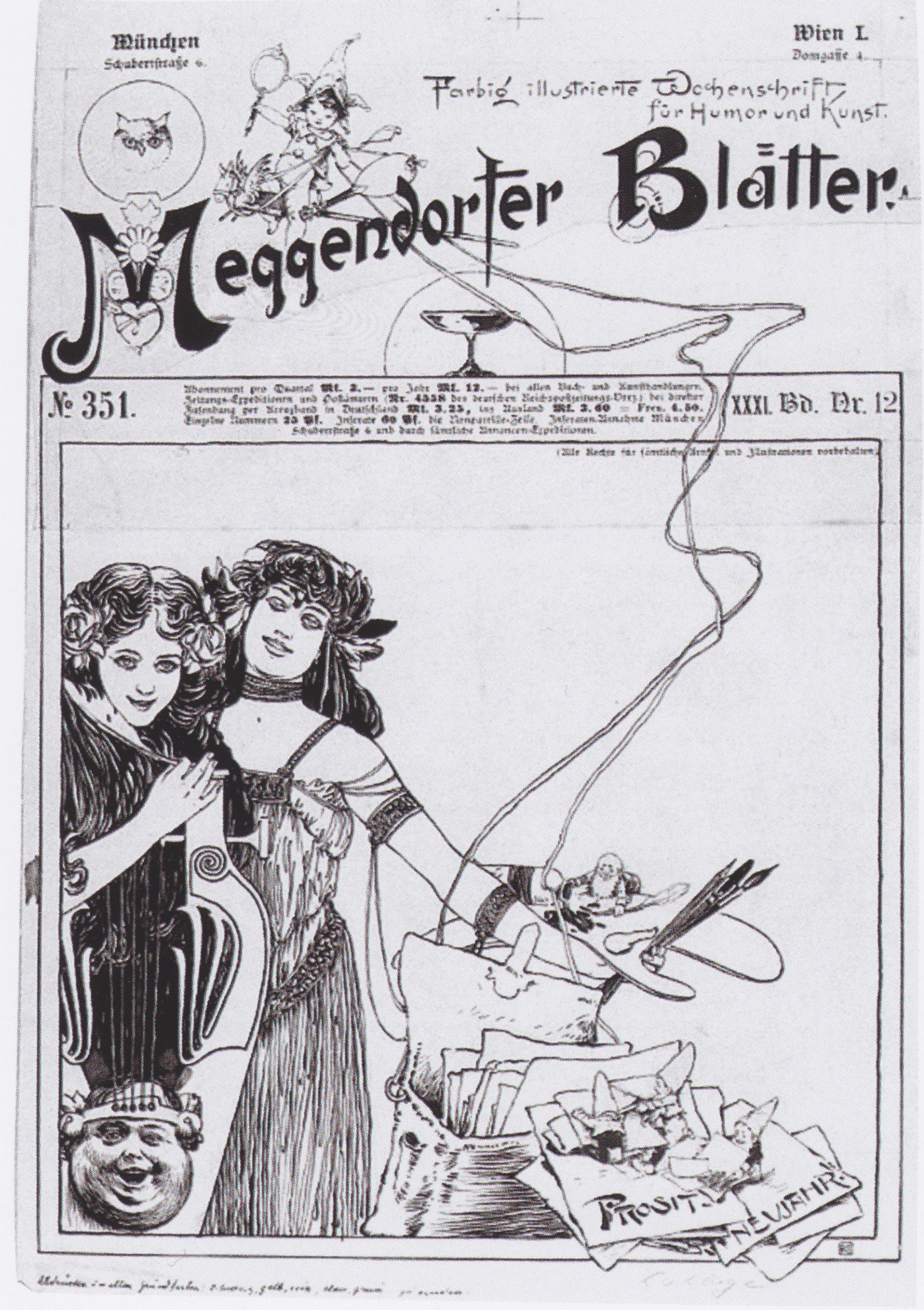
Meggendorfer Blätter
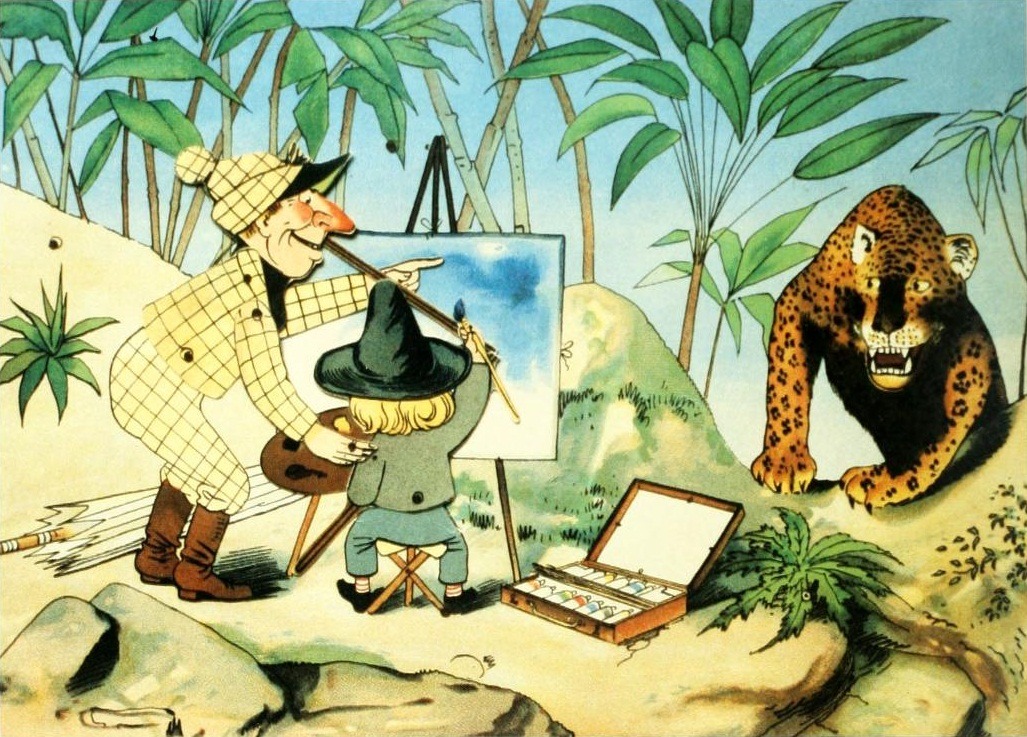
Le Grand voyage du petit peintre
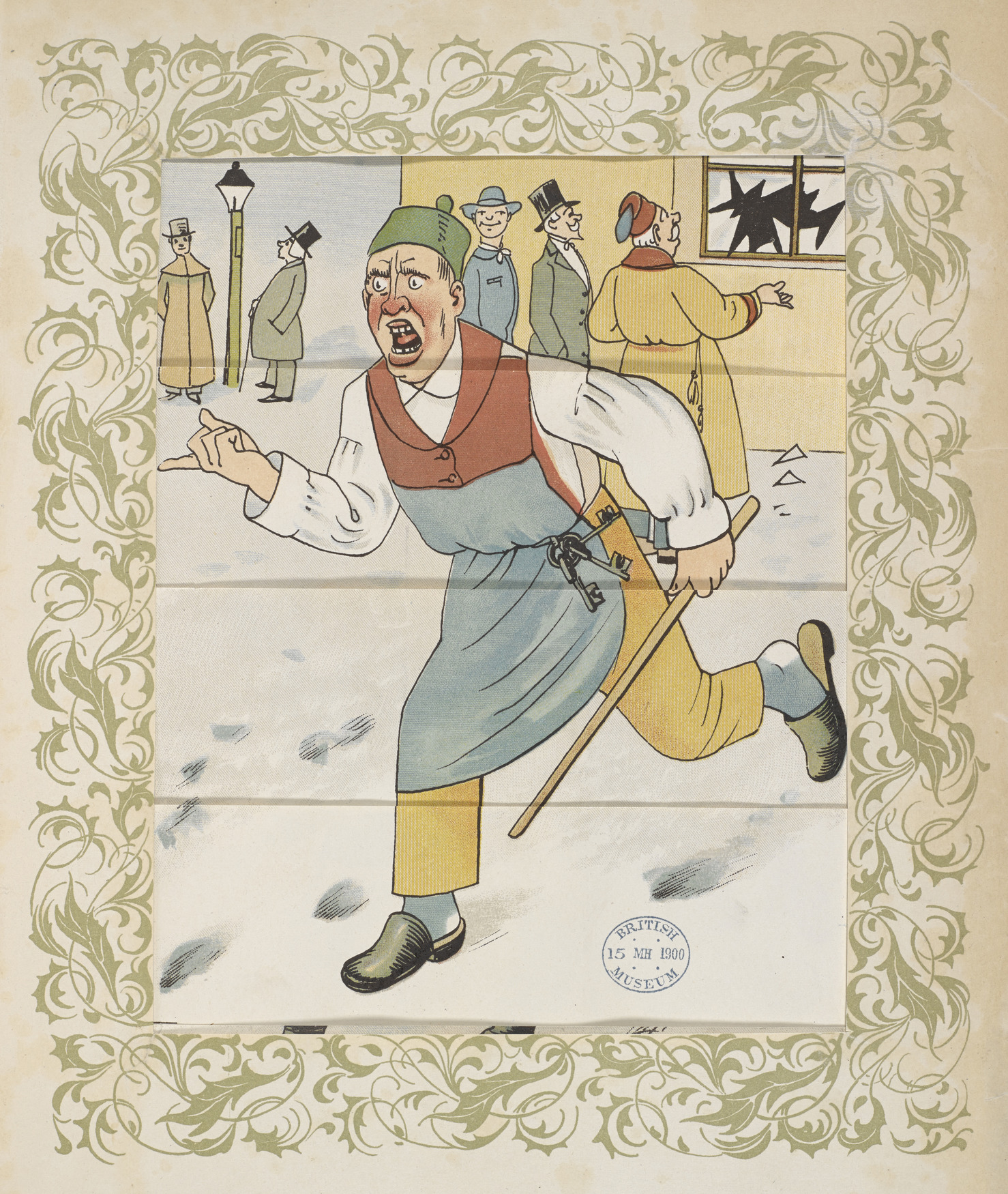
The Tricks of Naughty Boys